# Неоарістотелівська парадигма
Неоарістотелівська парадигма (неоарістотелівська метаонтологія) — це одна з основних парадигм метаонтології в аналітичній філософії, яка є подальшим розвитком ідей Арістотеля.

## Історія
Неоарістотелівська парадигма спирається на ідеї Арістотеля. Основі представники — Джонатан Шаффер та Кіт Файн.

## Положення

### Про основні тези
Неоарістотелівська парадигма відкидає ортодоксальне онтологічне питання «Що є?» як центральний для онтології. Джонатан Шаффер і Кіт Файн, є пермісивістами щодо цього питання: практично всі спірні сутності слід визнати існуючими, а значить відповісти на запитання «Що є?» стає дуже легко.

### Головне питання онтології
Неоарістотелівська парадигма, на відміну від інших, передбачає ієрархічний погляд на онтологічну структуру реальності, де різні категорії існуючого упорядковані ставленням первинності за природою, коли існування інших речей залежить від існування основних сутностей. Для Шаффера та Файна таким ставленням є базування, у зв'язку з чим основне онтологічне питання у цій парадигмі змінюється: замість питання «Що є?» порушується питання «Що на чому базується?».

### Онтологічна структура
Також неоарістотелівську метаонтологію можна класифікувати методом Джонатана Шаффера залежно від їхнього погляду на онтологічну (метафізичну) структуру реальності. Неоарістотелівська метаонтологія належить до впорядкованої структури. Тобто мета метафізичного дослідження — встановлення впорядкованої ієрархії, що генерується з 1. списку субстанція і 2. списку відносин базування.